# Караманико Терме
Караманико Терме (итал. Caramanico Terme) је насеље у Италији у округу Пескара, региону Абруцо.
Према процени из 2011. у насељу је живело 1042 становника. Насеље се налази на надморској висини од 629 м.

## Становништво
| 1931. | 1936. | 1951. | 1961. | 1971. | 1981. | 1991. | 2001. | 2011. |
| ----- | ----- | ----- | ----- | ----- | ----- | ----- | ----- | ----- |
| 5.117 | 5.012 | 4.366 | 3.511 | 2.672 | 2.256 | 2.213 | 2.119 | 2.008 |